# Epitonium crispatum
Epitonium crispatum is een slakkensoort uit de familie van de Epitoniidae. De wetenschappelijke naam van de soort is voor het eerst geldig gepubliceerd in 1863 door Pease.